# Olivone
Olivone (in dialetto ticinese Rivöi) è una frazione di 873 abitanti del comune svizzero di Blenio, nel Canton Ticino (distretto di Blenio).

## Storia

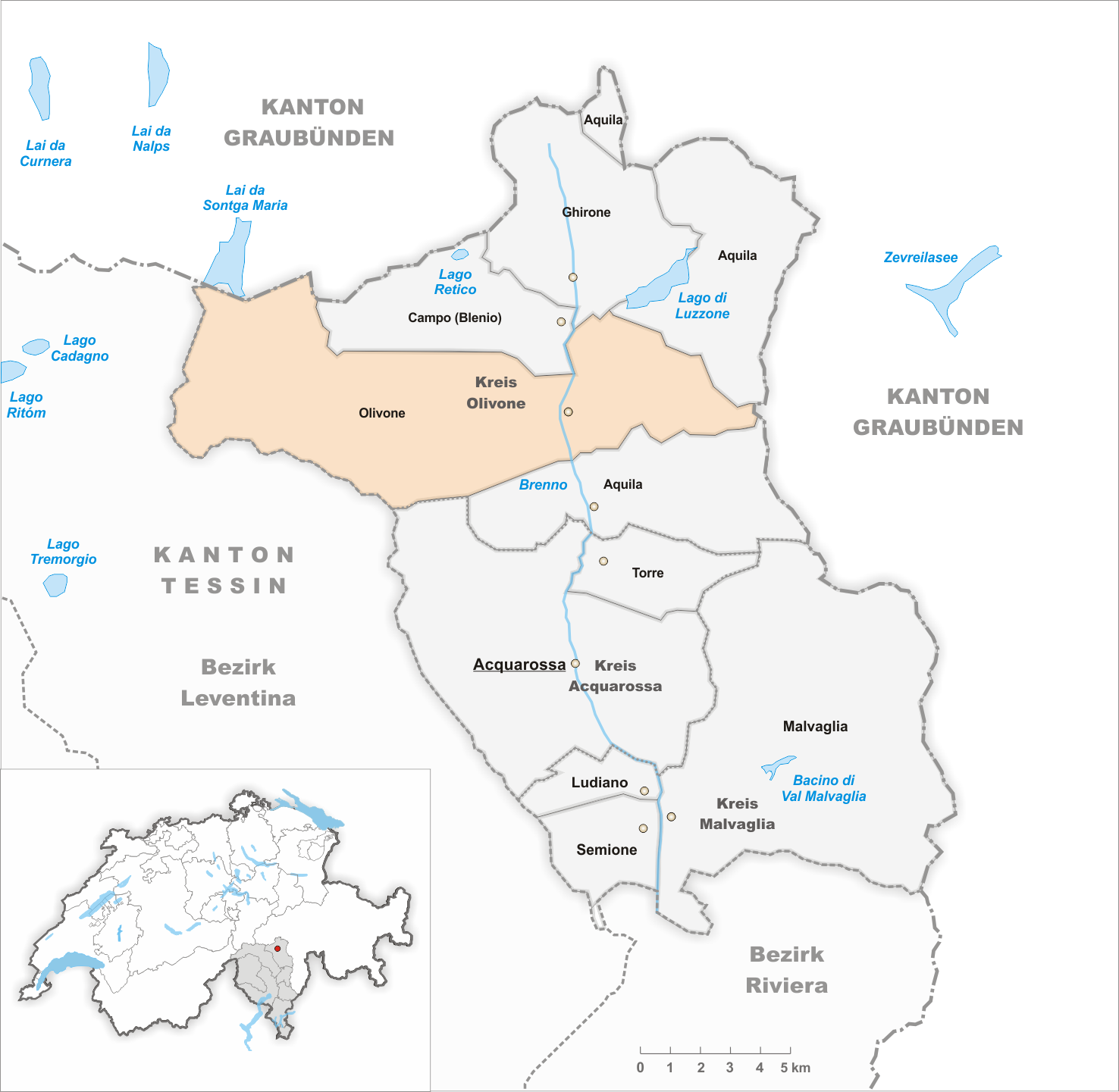
Il territorio del comune di Olivone prima degli accorpamenti comunali del 2006

Già comune autonomo che estendeva per 76,1 km²; il 22 ottobre 2006 è stato accorpato agli altri comuni soppressi di Aquila, Campo, Ghirone e Torre per formare il nuovo comune di Blenio, del quale Olivone è il capoluogo.
Nell'inverno 1950-1951, una valanga si fermò a ridosso dell'abitato.

## Monumenti e luoghi d'interesse

### Architetture religiose

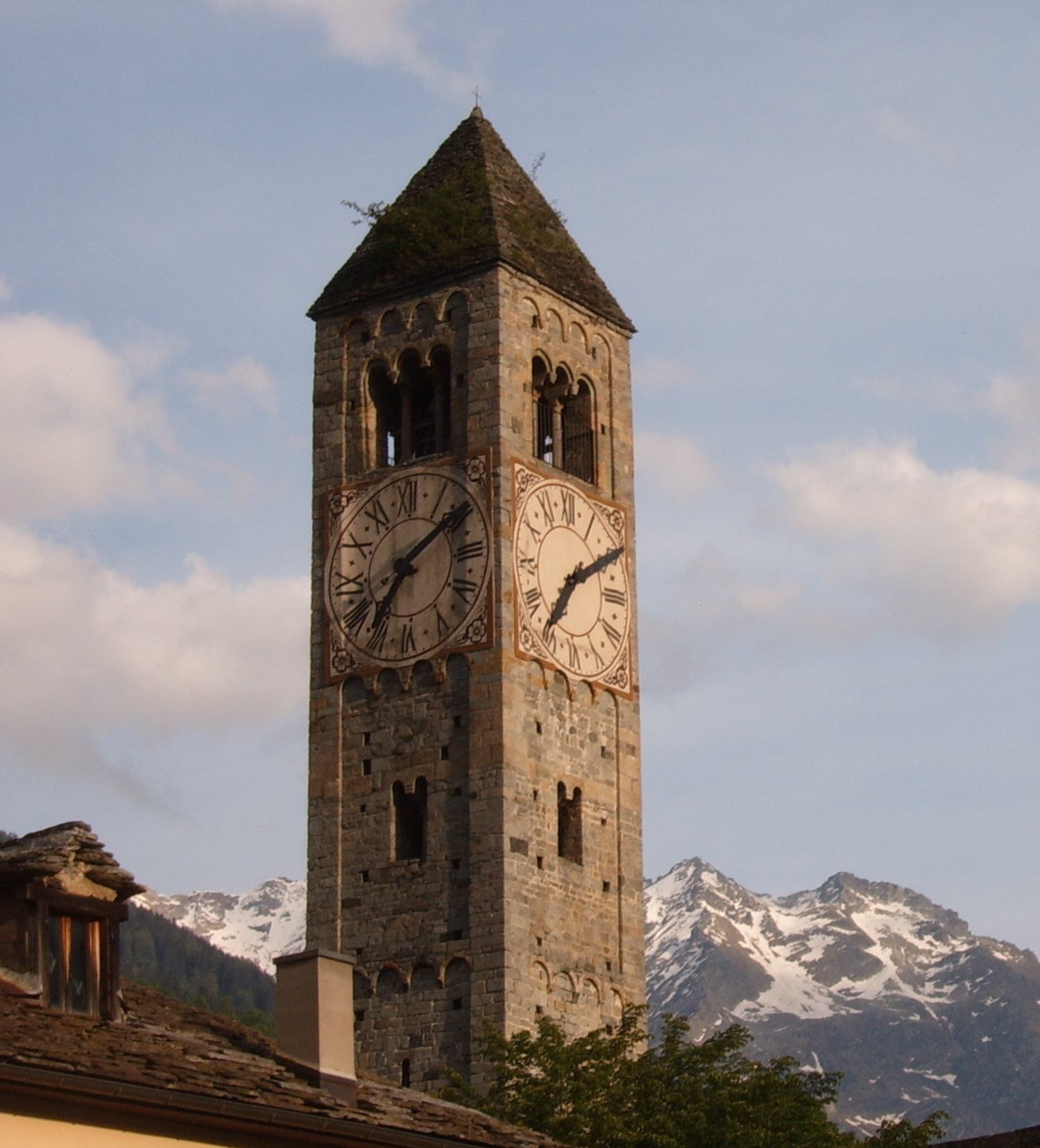
Il campanile romanico della chiesa di San Martino

- Chiesa parrocchiale di San Martino di Tours, attestata nel 1136[1];
- Oratorio di San Giuseppe[senza fonte];
- Cappella Piazza, realizzata da Hans Widmer nel 1937 per Giovanni Piazza[senza fonte];
- Cappella mortuaria con il monumento funebre dell'abate Vincenzo Dalberti (1763-1849)[senza fonte];
- Monumento funebre del politico Giovanni Martino Soldati (1747-1831)[senza fonte];
- Oratorio di Santa Maria Maddalena[senza fonte];
- Oratorio di San Bartolomeo[senza fonte];
- Oratorio di San Rocco[senza fonte];
- Oratorio di San Giacomo Maggiore[senza fonte];
- Chiesa-oratorio di San Colombano;
- Oratorio di Santa Maria delle Grazie in località Sommascona;
- Cappella Cusi[senza fonte];
- Antico ospizio degli Umiliati[senza fonte];
- Ospizio di Casaccia, pure retto dagli Umiliati, dedicato al Santo Sepolcro e a San Barnaba[1];
- Oratorio di Sant'Anna[senza fonte];
- Oratorio di San Domenico di Guzmán[senza fonte];
- Oratorio di San Sebastiano[senza fonte];
- Statua in granito della Madonna col Bambino di Giovanni Genucchi di Castro, del 1956, che sorge su un'altura presso l'oratorio di Santa Maria al passo del Lucomagno[senza fonte].

### Architetture civili
- Centralone,  villa neoclassica situata in un ampio parco fatta erigere da Carlo Poglia nel 1839;[3]
- Villa nel parco del Centralone, residenza edificata per Giovanni Piazza nel 1913[senza fonte];
- Casa Piazza, all'entrata sud del borgo, palazzo tardo-neoclassico edificato nel 1868 circa dall'architetto milanese Luigi Savoia per Vincenzo Piazza[senza fonte];
- Ca' da Rivöi,[3] edificio del XV secolo che ospita arredi e paramenti provenienti dalla chiesa parrocchiale di San Martino[1]; è l'antica casa del beneficio priorile[senza fonte];
- Casa Cerboni in località Solario, con affreschi votivi raffiguranti la Madonna in trono con il committente, lo stemma dei Visconti della seconda metà del XV secolo e Sant'Anna Metterza[senza fonte];
- Casa Dalberti, grande casa borghese di stampo neoclassico costruita nel 1776 e forse trasformata nel 1803, che conserva la pregiata e ricca biblioteca[senza fonte];
- Casa Bolla, costruzione in pietra e legno di origine forse medievale, ampliata all'inizio del XVII secolo e parzialmente trasformata nel XIX secolo[senza fonte];
- Albergo Olivone e Posta, costruito nel 1880 in concomitanza con l'apertura della strada del passo del Lucomagno per iniziativa di Giacomo e Vincenzo Bolla e Paolina Poglia, riattato nel 1987[senza fonte];
- Casa seicentesca in legno con basamento in pietra e tetto in beole[senza fonte];
- Palazzo Martinali, palazzo signorile a pianta rettangolare fatto erigere nel 1748-1749 da Luigi Barera[senza fonte].

### Aree naturali
- Capanna Dötra, sulle falde del Pizzo Cadreghe, posta a 1 748 m s.l.m.[4];
- Capanna Gorda, posta a 1 800 m s.l.m.[5].

## Società

### Evoluzione demografica
L'evoluzione demografica è riportata nella seguente tabella:
Abitanti censiti

## Amministrazione
Ogni famiglia originaria del luogo fa parte del cosiddetto comune patriziale e ha la responsabilità della manutenzione di ogni bene ricadente all'interno dei confini della frazione.